# Joaquín Grau
Joaquín Grau Martínez (Tarragona, 11 de abril de 1928 – 27 de febrero de 2014) fue un periodista, técnico en publicidad y parapsicólogo español. Fue conocido por su participación en la promoción de las caras de Bélmez, de las entrevistas al supuesto extraterrestre Geenom por parte de la secta aztlan y como el creador y promotor de la anatheoresis.

## Trayectoria profesional
Licenciado en Ciencias de la Información por la Universidad Complutense de Madrid, periodista por la Escuela Oficial de Periodismo de Madrid y técnico en publicidad.

### Periodismo
Como periodista comenzó a trabajar en la redacción en 1957, del diario Pueblo en Madrid. También trabajó en la revista El Caso y ha colaborado en numerosos medios.
En 1958 es nombrado corresponsal delegado del diario Pueblo en Barcelona. Entre 1971 y 1974, fue director de Estudios e Investigación del Gabinete Técnico de los Medios de Comunicación Social del Estado, puesto desde el que intervino en el estudio y reestructuración de los más de 40 periódicos de la Cadena de Medios del Estado. A partir de 1974, fundó, cofundó o dirigió varias publicaciones, como Bocaccio 70, Astroguía, los periódicos Siete Estrellas y Alcor, entre otros. En 1981 ―por encargo del Gabinete de Estudios Sociológicos Bernard Krief― realizó un estudio biográfico de la Medicina en España entre los años 1939 y 1979.

### Actividad editorial
Desde 1960 a 1969 fue director de colecciones de libros de Editorial Bruguera. En 1962 fue nombrado director de esta misma editorial en Madrid. Desde 1969 a 1971 fue director de la División de Libros de la Editorial Escudo de Oro (de FISA S. A.). En 1974 fundó y presidió Ediciones Strips S. A. Posteriormente, en 1983, pasó a dirigir Heptada Ediciones S. A.
También en 1983, para Ediciones ICAI, dirigió el libro Nuestra casa.
Este libro recogió los 75 años de historia del Instituto Católico de Artes e Industria (Areneros, ICAI, ICADE).

### Publicidad
En 1968 cofundó Artec, Agencia de Publicidad de Servicios Plenos, en la que ocupó el cargo de consejero delegado, y desde 1969 asesoró a la agencia Nueva Línea, propiedad de Editorial Bruguera.

### Investigación y periodismo en parapsicología
En 1973, cofundó la Sociedad Española de Parapsicología de la que más tarde pasó a ser vicepresidente. Con esta organización ha promocionado multitud de supuestos fenómenos paranormales, como las Caras de Belmez o los círculos en los campos de cereales de Gran Bretaña, usando frecuentemente el pseudónimo Uttama Sitkari. Participa en programas de TV, por ejemplo entre 1976 y 1979, asesora el programa Más Allá de Televisión Española, dirigido por Fernando Jiménez del Oso. Posteriormente fue coguionista de la serie El final de los tiempos de Félix Gracia, participa también en su programa La otra dimensión en Tele5, colabora en Los unos y los otros de Ángel Casas en TVE 1, etc. También participa en programas de radio, en 1973, codirige, colabora e interviene en el programa Quinta Dimensión en Radio Nacional de España. A partir de esos momentos sus participaciones son asiduas, El último peldaño de Joaquín Abenza, Medianoche (Radio España, Cadena Ibérica) de  Antonio José Alés, Espacio en Blanco y Al filo de la navaja también en RNE, etc. Y colabora en varias revistas que incluyen estos temas, como Más Allá de la Ciencia.

## Otras actividades
Como escritor ha redactado una treintena de libros entre 1962 y 1998. Como dramaturgo estrena, en 1984, Hermano Hombre en el Teatro Reina Victoria. Y entre 1981 y 1983 escribe varios guiones de ciencia ficción que fueron llevados a la gran pantalla para financiar sus viajes, incluyendo El misterio en la isla de los monstruos, de 1981.

## Percepción y potencialidades de la mente
Desde 1960 ha promocionado diversas teorías pseudocientíficas sobre las estructuras perceptivas y las potencialidades de la mente humana. Esas ideas las basa en hipnosis, aparataje electrónico y con varios tipos de drogas y alucinógenos. En 1974, inicia una serie de viajes por África, Asia y especialmente América Latina, en los que convive con diversas tribus indígenas. Así una tribu animista de Senegal, umbandas y candomblé de Brasil, el vudú en Haití, a María Sabina y el hongo mazateco mexicano, el chamanismo en Mongolia, la simbología presente en las ruinas griegas, también en América Latina, etc.
En 1978, convive —acompañado por un fotógrafo y un auca que le sirve de intérprete— durante un tiempo con los aucas (huaorani), indios de la cuenca amazónica de Ecuador, detallada en su libro Mi vida con los aucas (Grau, 1987). A su vuelta empieza a la anatheóresis.
En 2013 funda la empresa Anatheóresis S. L. de Madrid. Fue asesor de la revista DSalud. y colaborador habitual de dicha revista y miembro de honor de la Sociedad Española de Parapsicología.

## Obras
- (1965) La Magia. De la alquimia a la moderna interpretación de la historia. Bruguera.
- La muerte del dictador. Personas. 1976. ISBN 8473260031. (traducido al estonio y al ruso)[39]
- Magia en las Américas. Grijalbo. 1981. ISBN 8425313082.
- Mi vida con los aucas. Plaza & Janés. 1987. ISBN 8401372372.
- Mis experiencias en lo invisible. Universidad y cultura. 1988. ISBN 8483367913 |isbn= incorrecto (ayuda).
- Donde los espejos se multiplican: Un amor necrófilo. Kaydeda. 1989. ISBN 8486879108. «Premio Ibn Tufayl del Instituto Hispano-Árabe de Cultura».[40]
- Nazca a una nueva vida. Heptada. 1991. ISBN 8478920307.
- Condenados a palabras. Relatos de otra dimensión. Heptada. 1992. ISBN 8478920471.
- Tratado teórico-práctico de anatheóresis. Las claves de la enfermedad. Edición de Joaquín Grau Martínez. 1996. ISBN 8493052701. (traducido al italiano)[41]
- Judas: El apóstol que estaba enamorado de Jesús. J&C Proyectos Editoriales. 1998. ISBN 849237750X.